# Amélie Minuit
Amélie Minuit est un jeu vidéo sur Amstrad CPC édité par la société ERE Informatique en 1985,.
Dans ce jeu d'exploration en 3D, le joueur incarne Amélie, une secrétaire qui doit retrouver en moins d'une heure un dossier très important oublié dans l'un des bureaux de la tour de 29 étages où elle travaille.

## Trame
Amélie travaille dans une tour de 29 étages située dans le quartier de la Défense à Paris. Elle réalise à 11h du soir qu'elle a oublié un dossier très important dans une armoire parmi les 224 bureaux de la tour. Elle a une heure pour parcourir les 29 étages et les 112 couloirs, retrouver ce dossier et sortir avant minuit... Un ascenseur permet de passer d'un étage à un autre.

## Système de jeu
Amélie minuit est optimisé pour se jouer au clavier : le personnage d'Amélie évolue dans les dédales de bureaux et de couloirs en 3D avec les flèches directionnelles du clavier (ou du joystick) tandis que des lettres permettent d'accéder à des fonctions pour ouvrir des placards ou des portes, utiliser un objet, etc. :
1. O = ouvre
2. P = prends
3. R = regarde
4. V = vitesse
5. C = prends clef
6. L = lis (lettre, document...)

A noter : même si la 3D est plutôt efficace, le personnage doit être placé vraiment face à l'objet sur lequel Amélie doit agir pour que cela fonctionne. Un léger décalage de positionnement peut faire croire qu'il n'y a pas d'objet à ramasser par exemple.

## Développement
Le jeu a été développé par Patrick Dublanchet (programmation) et Michel Rho (graphisme).